# باسینگ
باسینگ (به فرانسوی: Bassing) یک کمون در فرانسه است که در Canton of Dieuze واقع شده‌است.

## خصوصیات
باسینگ ۶٫۳ کیلومترمربع مساحت و ۱۳۳ نفر جمعیت دارد و ۲۴۰ متر بالاتر از سطح دریا واقع شده‌است.